# Pavel Krouglov
Pavel Nikolaïevitch Krouglov (en russe : Па́вел Никола́евич Кругло́в) est un joueur russe de volley-ball né le 17 septembre 1985 à Moscou (alors en URSS). Il mesure 2,05 m et joue attaquant. Il totalise 120 sélections en équipe de Russie.

## Clubs
| Club            | De        | À         |
| --------------- | --------- | --------- |
| Dinamo Moscou   | 2002-2003 | 2002-2003 |
| Luch Moscou     | 2003-2004 | 2005-2006 |
| Dinamo Moscou   | 2006-2007 | 2008-2009 |
| Iskra Odintsovo | 2009-2010 | 2009-2010 |
| Dinamo Moscou   | 2010-2011 | ...       |

## Palmarès
- Coupe du monde (1)
  - Vainqueur : 2011
  - Finaliste : 2007
- Championnat du monde des moins de 21 ans (1)
  - Vainqueur : 2004
- Championnat d'Europe
  - Finaliste : 2007
- Championnat d'Europe des moins de 21 ans (1)
  - Vainqueur : 2004
- Ligue des champions
  - Finaliste : 2007, 2011
- Coupe de la CEV (1)
  - Vainqueur : 2012
- Championnat de Russie (1)
  - Vainqueur : 2008
  - Finaliste : 2007, 2011, 2012
- Coupe de Russie (2)
  - Vainqueur : 2006, 2008
  - Finaliste : 2007, 2010, 2013
- Supercoupe de Russie (1)
  - Vainqueur : 2008